# 普雷斯頓 (愛荷華州)
普雷斯頓（英語：Preston）是一個位於美國愛荷華州傑克遜縣的城市。

## 地理
普雷斯頓的座標為42°01′21″N 91°23′41″W / 42.02250°N 91.39472°W，而該地的平均海拔高度為197米（即646英尺）。

## 人口
根據2010年美國人口普查的數據，普雷斯頓的面積為2.49平方千米，當中陸地面積為2.49平方千米，而水域面積為0.00平方千米。當地共有人口1012人，而人口密度為每平方千米406人。